# Jurist
En jurist er en person, som beskæftiger sig med jura, dvs. analyserer og kommenterer på juridske emner.
I Danmark er titlen jurist ikke beskyttet af nogen lov, hvorfor titlen i princippet kan påberåbes af alle.
Imidlertid har Forbrugerombudsmanden i år 2016 fastslået, at en person ikke må anvende titlen jurist i erhvervsøjemed uden at have afsluttet en kandidatuddannelse i jura. Cand.jur. (candidatus/candidata juris) er en beskyttet titel for en person, som har bestået en juridisk kandidateksamen og dermed opnået kandidatgraden i jura/retsvidenskab. Cand.merc.(jur.) og cand.soc. i jura er ligeledes beskyttede titler for dem, som har opnået kandidatgraden i erhvervsøkonomi og erhvervsjura eller samfundsvidenskabelig jura og samfundsjura. Titlerne som bac.jur., cand.jur., cand.soc. i jura og cand.merc.(jur.) erhverves alene i kraft af uddannelse.

## Juridiske uddannelser i Danmark

### Den juridiske kandidateksamen
I Danmark kaldes det retsvidenskabelige studium for jura, der er latinsk flertalsform af jus, der betyder ret. Flertalsformen bruges, fordi jura i et historisk perspektiv indbefatter videnskaben om de to retter: Den verdslige ret og kirkeretten (også kaldet kanonisk ret).
I 1736 oprettede staten en juridisk embedseksamen for at kvalificere sine embedsmænd. Den gav ret til titlen candidatus juris, forkortet cand.jur. Frem til 1920 skulle man være uddannet cand.jur. for at få en stilling i centraladministrationen. Der blev dog givet enkelte dispensationer.
Det danske jurastudium består i dag af en bacheloruddannelse af tre års varighed og en kandidatuddannelse af to års varighed. Gennemførelsestiden er ofte længere end de normerede fem år. En uddannet bachelor må kalde sig "bac.jur." eller "bachelor (BA) i jura", og på engelsk "LL. B." eller "Bachelor of Laws". En færdiguddannet kandidat må kalde sig "cand.jur." (candidatus/candidata juris) og på engelsk "LL. M." eller "Master of Laws".
Uddannelsen blev tidligere afsluttet med en egentlig embedseksamen.
I Danmark er uddannelsen normeret til fem år og kan tages ved
- Juridisk Fakultet, Københavns Universitet
- Juridisk Institut, Aarhus Universitet
- Juridisk Institut, Aalborg Universitet
- Juridisk Institut, Syddansk Universitet

Oprindeligt har samtlige fag været obligatoriske de første tre år (bacheloruddannelsen). Der er i løbet af de seneste år indført begrænset valgfrihed omkring enkelte mindre fag i bacheloruddannelsen. Herefter følger en overbygning på to år, hvor den studerende stort set kan vælge frit blandt juridiske fag og specialisere sig inden for et givent retsområde.
Overbygningen afsluttes med et speciale og fører til graden cand.jur. Enkelte kandidater fortsætter herefter på den treårige forskeruddannelse i retsvidenskab, der afsluttes med ph.d.-graden, og der foreligger tillige muligheden for at skrive disputats for at opnå den juridiske doktorgrad, dr.jur.
En række offentlige embeder og lovregulerede erhverv kan kun besættes af juridiske kandidater. De juridiske kandidater er således de eneste, der kan opnå bestalling som advokat, udnævnes til dommer eller som Folketingets Ombudsmand. Juridiske kandiater har tillige monopol på stillingerne som offentlig anklager, fx anklagerfuldmægtig, anklager, senioranklager, politiadvokat, chefanklager i en politikreds, auditør og statsadvokat.
Tidligere havde juridiske kandidater også monopol på stillingen som politimester, men her er en juridisk kandidateksamen ikke længere et krav. Dog har alle udpegede politidirektører (før 1. januar 2007 benævnt politimestre) siden denne ændring været juridiske kandidater.

### Den erhvervsjuridiske kandidatuddannelse
Det er også muligt at uddanne sig til henholdsvis bachelor (HA(jur.)) og kandidat (cand.merc.(jur.)) i erhvervsjura ved Aalborg Universitet, Syddansk Universitet, School of Business and Social Sciences samt CBS. Det er en uddannelse der både indeholder juridiske og erhvervsøkonomiske elementer. Kandidater i erhvervsjura (cand.merc.(jur.)) kan videreuddanne sig til ph.d. inden for faget, og har derudover mulighed for at tage doktorgraden dr.merc.jur.. Erhvervsjurister kan ikke opnå advokatbestalling.

### Kandidatuddannelsen i samfundsvidenskabelig jura
Københavns Universitet oprettede i 2015 den samfundsvidenskabelige kandidatuddannelse i jura. Uddannelsen er en to-årig kandidatuddannelse, som kan bygges oven på en juridisk bachelor og andre relevante uddannelser. Der udbydes to forskellige linjer; en merkantil og en velfærdsretlig. Kandidater i samfundsvidenskabelig jura kan videreuddanne sig til ph.d. inden for faget.

### Kandidatuddannelsen samfundsjura
Roskilde Universitet oprettede i 2023 kandidatuddannelsen samfundsjura, der giver adgang til at benytte titlen "cand.soc. i samfundsjura". Uddannelsen er en 2-årig kandidatuddannelse, som kan bygges oven på enten en akademisk bachelor indenfor samfundsvidenskaben eller jura, eller en professionsbachelor i offentlig administration eller socialrådgiver. Adgangskravet er at man skal have haft 15 juridiske ECTS-point, hvori juridisk metode indgår. Uddannelsen udbyder muligheder for at skrive egne projekter indenfor jura og samfundsvidenskaben, samt fag indenfor retsfilosofi og juridisk sagsbehandling. Med en kandidat i samfundsjura kan man videreuddanne sig til ph.d.